# Lijst van gemeentelijke monumenten in Friesland

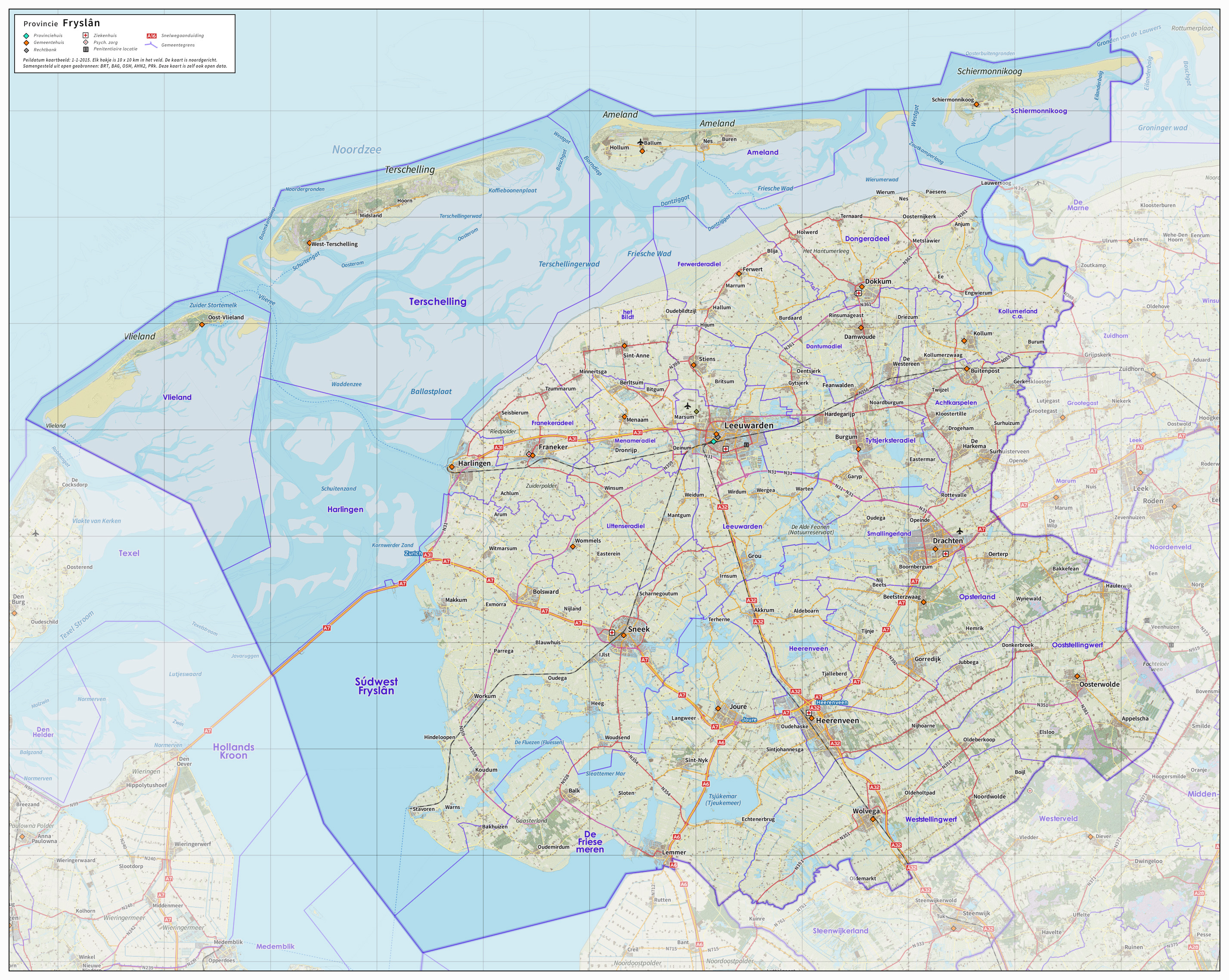
Friesland

In een aantal gemeenten in Friesland zijn er gemeentelijke monumenten door de gemeente aangewezen.
- Achtkarspelen heeft geen gemeentelijke monumenten[1]
- Ameland heeft geen gemeentelijke monumenten.[2]
- Het Bildt heeft geen gemeentelijke monumenten.[3]
- Dantumadeel heeft geen gemeentelijke monumenten
- De Friese Meren: 275 gemeentelijke monumenten
- Franekeradeel heeft geen gemeentelijke monumenten.[4]
- Harlingen: 98 gemeentelijke monumenten
- Heerenveen: 365 gemeentelijke monumenten
- Leeuwarden: 321 gemeentelijke monumenten
- Leeuwarderadeel: 2 gemeentelijke monumenten
- Littenseradeel heeft geen gemeentelijke monumenten
- Noardeast-Fryslân heeft geen gemeentelijke monumenten
- Menaldumadeel heeft geen gemeentelijke monumenten[5]
- Ooststellingwerf: 96 gemeentelijke monumenten
- Opsterland heeft geen gemeentelijke monumenten
- Schiermonnikoog heeft geen gemeentelijke monumenten.[6]
- Súdwest-Fryslân: 130 gemeentelijke monumenten
- Smallingerland: 68 gemeentelijke monumenten
- Terschelling heeft geen gemeentelijke monumenten[7]
- Tietjerksteradeel heeft geen gemeentelijke monumenten[8]
- Vlieland heeft geen gemeentelijke monumenten.[9]
- Weststellingwerf: 67 gemeentelijke monumenten